# Ascyssa acufera
Ascyssa acufera är en svampdjursart som beskrevs av Ernst Haeckel 1870. Ascyssa acufera ingår i släktet Ascyssa och familjen Leucosoleniidae. Inga underarter finns listade i Catalogue of Life.